# العلاقات السويدية المالديفية
العلاقات السويدية المالديفية هي العلاقات الثنائية التي تجمع بين السويد والمالديف.

## مقارنة بين البلدين
هذه مقارنة عامة ومرجعية للدولتين:
| وجه المقارنة                                              | السويد                                                                               | المالديف       |
| --------------------------------------------------------- | ------------------------------------------------------------------------------------ | -------------- |
| المساحة (كم2)                                             | 450.30 ألف                                                                           | 298            |
| عدد السكان (نسمة)                                         | 10.16 مليون                                                                          | 436.33 ألف     |
| الكثافة السكانية (ن./كم²)                                 | 22.56                                                                                | 146.42 ألف     |
| العاصمة                                                   | ستوكهولم                                                                             | ماليه          |
| اللغة الرسمية                                             | اللغة السويدية، لغات السامي، اللغة الفنلندية، منكيلي، اللغة الرومنية، اللغة اليديشية | اللغة الديفهي  |
| العملة                                                    | كرونة سويدية                                                                         | روفيه مالديفية |
| الناتج المحلي الإجمالي (بليون دولار)                      | 538.04 مليار                                                                         | 4.60 مليار     |
| الناتج المحلي الإجمالي (تعادل القوة الشرائية) بليون دولار | 469.01 مليار                                                                         | 5.23 مليار     |
| الناتج المحلي الإجمالي الاسمي للفرد دولار أمريكي          | 50.58 ألف                                                                            | 8.39 ألف       |
| الناتج المحلي الإجمالي للفرد دولار أمريكي                 | 45.30 ألف                                                                            | 12.53 ألف      |
| مؤشر التنمية البشرية                                      | 0.907                                                                                | 0.706          |
| رمز المكالمات الدولي                                      | +46                                                                                  | +960           |
| رمز الإنترنت                                              | .se                                                                                  | .mv            |
| المنطقة الزمنية                                           | توقيت وسط أوروبا، ت ع م+01:00، ت ع م+02:00، أوروبا/ستوكهولم ‏                         | ت ع م+05:00    |

## منظمات دولية مشتركة
يشترك البلدان في عضوية مجموعة من المنظمات الدولية، منها:
| علم المنظمة | اسم المنظمة                        | تاريخ انضمام السويد | تاريخ انضمام المالديف |
| ----------- | ---------------------------------- | ------------------- | --------------------- |
|             | وكالة ضمان الاستثمار متعدد الأطراف | 12 أبريل 1988       | 19 مايو 2005          |
|             | منظمة الشرطة الجنائية الدولية      | ?                   | ?                     |
|             | منظمة حظر الأسلحة الكيميائية       | ?                   | ?                     |
|             | منظمة التجارة العالمية             | 1995                | ?                     |
|             | الأمم المتحدة                      | 19 نوفمبر 1946      | 21 سبتمبر 1965        |
|             | مؤسسة التمويل الدولية              | 20 يوليو 1956       | 2 فبراير 1983         |
|             | يونسكو                             | 23 يناير 1950       | 18 يوليو 1980         |
|             | مؤسسة التنمية الدولية              | 24 سبتمبر 1960      | 13 يناير 1978         |
|             | بنك التنمية الآسيوي                | 1966                | 1978                  |
|             | البنك الدولي للإنشاء والتعمير      | 31 أغسطس 1951       | 13 يناير 1978         |
|             | الاتحاد البريدي العالمي            | ?                   | ?                     |
|             | الاتحاد الدولي للاتصالات           | 1866                | 28 فبراير 1967        |

## وصلات خارجية
- موقع وزارة الخارجية السويدية
- موقع وزارة الخارجية المالديفية